# 塔朗 (杜省)
塔朗（法語：Tallans，法語發音：[talɑ̃]）是法国杜省的一个市镇，位于该省北部，属于贝桑松区。

## 地理
塔朗（47°25'13"N, 6°17'17"E）面积4.05 平方千米，位于法国勃艮第-弗朗什-孔泰大區杜省，该省份为法国东部内陆省份，北起上索恩省，西接汝拉省，东部及东南部与瑞士接壤，东北部与贝尔福地区省接壤。
与塔朗接壤的市镇（或旧市镇、城区）包括：蒙蒂桑、阿维莱、巴特南莱米讷、罗尼翁、图尔南。

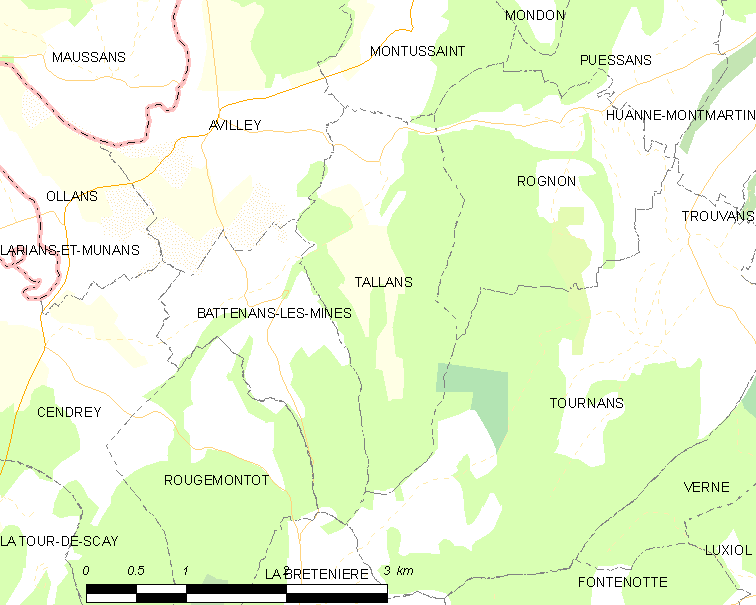
的OSM定位图

塔朗的时区为UTC+01:00、UTC+02:00（夏令时）。

## 行政
塔朗的邮政编码为25680，INSEE市镇编码为25556。

## 政治
塔朗所属的省级选区为博姆莱达姆县。

## 人口

1962-2008年间人口变化图示

塔朗于2022年1月1日时的人口数量为47人。